# Bonnie và Clyde
Bonnie Elizabeth Parker (1/10/1910 – 23/5/1934) và Clyde Chestnut Barrow (24/3/1909 – 23/5/1934) là cặp đôi tội phạm người Mỹ khét tiếng với các vụ cướp ngân hàng ở miền trung Hoa Kỳ cùng băng đảng của mình (băng Barrow) trong thời kỳ Đại khủng hoảng, mặc dù họ cũng thường xuyên cướp các cửa hàng nhỏ hoặc các cây xăng ở vùng nông thôn. Các vụ cướp đã thu hút sự chú ý của báo chí và độc giả Mỹ trong giai đoạn mà đôi khi được gọi là "thời kỳ kẻ thù công chúng" (public enemy era)  từ 1931 đến 1934. Cặp đôi được cho là đã sát hại ít nhất 9 cảnh sát và 4 dân thường. Một bức ảnh chụp Parker tạo dáng với điếu xì gà được lấy từ một cuộn phim chưa rửa mà cảnh sát tìm thấy tại nơi ẩn náu bỏ hoang của họ, và bức ảnh đã được xuất bản trên toàn quốc. Parker thực tế có hút thuốc lá nhưng cô ấy không bao giờ hút xì gà. Theo nhà sử học Jeff Guinn, những bức ảnh được tìm thấy tại nơi ẩn náu đã khiến Parker trở nên quyến rũ và tạo ra những huyền thoại về băng đảng.
Bộ phim năm 1967 Bonnie và Clyde của đạo diễn Arthur Penn với các vai chính do ngôi sao Warren Beatty và Faye Dunaway đóng, đã làm hồi sinh sự quan tâm của công chúng với những tên tội phạm và làm họ trở nên quyến rũ bằng một ánh hào quang lãng mạn. Trong khi bộ phim năm 2019 của Netflix The Highwaymen miêu tả cuộc truy lùng Bonnie và Clyde của cảnh sát.

## Bonnie Parker
Bonnie Elizabeth Parker sinh năm 1910 ở Rowena, Texas, là con thứ 2 trong 3 đứa con của Charles Robert Parker (1884–1911), làm nghề thợ xây, qua đời khi Bonnie một tuổi. Người mẹ góa của cô, Emma (Krause) Parker (1885–1944), đã đưa cả gia đình về nhà ngoại ở thành phố Cement, vùng ngoại ô công nghiệp ở Tây Dallas, ở đây mẹ cô làm thợ may. Khi trưởng thành, Bonnie đã viết những bài thơ như "The Story of Suicide Sal" (câu chuyện về Sal tự sát) và "The Trail's End" (kết thúc của một lối mòn), bài này thường được biết đến với tên gọi "The Story of Bonnie and Clyde" (câu chuyện về Bonnie và Clyde).
Vào năm thứ hai trung học, Parker đã gặp Roy Thornton (1908–1937). Hai người đã bỏ học và cưới nhau vào ngày 25 tháng 9 năm 1926, sáu ngày trước sinh nhật tuổi 16 của cô. Cuộc hôn nhân rạn nứt vì Roy thường xuyên vắng mặt và vi phạm pháp luật, và nhanh chóng kết thúc. Họ chưa bao giờ ly hôn, nhưng hai người không gặp lại nhau kể từ tháng 1 năm 1929. Vài tháng sau khi chia tay, Thornton bị kết án và tống vào tù vì tội trộm cướp. Parker nói với mẹ mình rằng "Con đã không ly hôn trước khi Roy đi tù, và có vẻ khá bẩn thỉu nếu nộp đơn lúc này". Cô vẫn đeo chiếc nhẫn cưới của Roy khi bị bắn chết. Thornton biết tin Parker chết khi còn đang thụ án. Anh ta nói: "Tôi thấy vui vì họ đã nhảy ra như họ đã làm. Làm vậy tốt hơn nhiều so với bị bắt." Bị kết án 5 năm tù vì tội cướp của vào năm 1933 và sau vài lần cố gắng vượt ngục ở các nhà tù khác nhau, Thornton bị bắn chết khi đang cố đào thoát khỏi nhà tù tiểu bang ở Huntsville ngày 3/10/1937.
Sau khi cuộc hôn nhân đổ vỡ, Parker trở về sống với mẹ và làm bồi bàn ở Dallas. Một trong những khách hàng quen thuộc của cô là nhân viên bưu điện Ted Hinton. Năm 1932, Ted gia nhập Sở Cảnh sát Dallas và sau đó là thành viên của biệt đội đã giết Bonnie và Clyde. Parker đã viết một cuốn nhật ký vào đầu năm 1929 khi cô 18 tuổi, trong đó cô viết về sự cô đơn của mình, sự thiếu kiên nhẫn với cuộc sống ở Dallas và niềm yêu thích chụp ảnh của cô.

## Clyde Barrow
Clyde Chestnut Barrow sinh năm 1909 trong một gia đình nông dân nghèo ở quận Ellis, Texas, nằm ở phía đông nam của Dallas. Anh ta là con thứ năm trong số bảy người con của Henry Basil Barrow (1874–1957) và Cumie Talitha Walker (1874–1942). Gia đình đã chuyển tới Dallas vào đầu thập niên 1920, theo làn sóng di cư từ vùng nông thôn tới thành phố này, chủ yếu người di cư sống ở các khu ổ chuột ở phía tây Dallas. Những tháng đầu tiên, nhà Barrow phải sống trong thùng xe ở tây Dallas trước khi kiếm đủ tiền để mua một cái lều.
Barrow lần đầu tiên bị bắt vào cuối năm 1926 ở tuổi 17, khi cố bỏ chạy khi cảnh sát tới hỏi anh ta về chiếc xe hơi anh thuê nhưng không trả đúng lịch. Sau đó không bao lâu, Barrow bị bắt lần thứ hai cùng anh trai Buck Barrow vì tội tàng trữ những con gà tây ăn trộm. Barrow làm một số công việc hợp pháp từ năm 1927 đến 1929, nhưng anh ta vẫn phá két sắt, cướp cửa hàng và trộm xe hơi. Anh ta làm quen với Parker 19 tuổi thông qua một người bạn chung vào tháng 1 năm 1930, và họ đã dành nhiều thời gian bên nhau trong những tuần sau đó. Cuộc tình của họ bị gián đoạn khi Barrow bị bắt và bị kết tội trộm ô tô.
Clyde bị đưa vào trại cải tạo Eastham tháng 4 năm 1930 ở tuổi 21. Ngay sau khi bị giam giữ, anh ta đã vượt ngục bằng cách sử dụng một vũ khí mà Parker tuồn cho. Clyde bị bắt lại ngay sau đó và bị đưa trở lại nhà tù. Clyde liên tục bị tấn công tình dục ở trong tù, và anh ta trả thù bằng cách tấn công và đập nát sọ kẻ hành hạ mình bằng một cái tuýp sắt. Đây là lần đầu Clyde giết người. Một tù nhân khác, người đang thụ án chung thân, đã lên tiếng nhận trách nhiệm cho vụ này.
Để tránh lao động nặng nhọc ngoài đồng, Barrow đã cố tình chặt hai ngón chân của mình bởi chính anh ta hoặc một tù nhân khác vào cuối tháng 1 năm 1932. Vì điều này, Barrow đi khập khiễng trong suốt quãng đời còn lại của mình. Trong khi đó, mẹ của Barrow đã thành công trong việc làm đơn yêu cầu phóng thích con mình mà Barrow không hề hay biết. Barrow được trả tự do sáu ngày sau khi cố ý gây thương tích. Barrow ra khỏi nhà tù Eastham ngày 2 tháng 2 năm 1932, khi đó đã là một tên tội phạm cứng đầu và lầm lì. Em gái Marie của Barrow nói rằng: "Chắc chắn có điều gì đó khủng khiếp đã xảy ra với anh ấy trong tù vì anh ấy vốn không phải là người như vậy." Bạn tù Ralph Fults nói rằng mình đã thấy Clyde "thay đổi từ một cậu học sinh thành một con rắn thâm hiểm".
Sau khi thoát khỏi nhà tù Eastham, Barrow đã cướp các cửa hàng tạp hóa và trạm xăng với tần suất cao hơn nhiều so với khoảng 10 vụ cướp ngân hàng do anh ta và Băng đảng Barrow gây ra. Vũ khí yêu thích của anh ta là súng trường tự động M1918 Browning. Theo nhà sử học John Neal Phillips, mục tiêu trong cuộc sống của Barrow không phải là đạt được danh tiếng hay tài sản từ việc cướp ngân hàng mà là tìm cách trả thù hệ thống nhà tù Texas vì những hành vi lạm dụng mà anh ta phải chịu đựng trong thời gian thụ án.

## Gặp nhau lần đầu
Có một số người đã mô tả cuộc gặp gỡ đầu tiên của Parker và Barrow. Theo những nguồn đáng tin cậy nhất thì họ gặp nhau vào ngày 5 tháng 1 năm 1930, tại nhà một người bạn của Barrow, Clarence Clay, số 105 phố Herbert trong khu phố Tây Dallas.  Barrow khi đó 20 tuổi còn Parker 19 tuổi. Parker nghỉ việc và ở cùng một người bạn nữ để giúp đỡ cô ấy trong quá trình hồi phục sau khi bị gãy tay. Barrow ghé qua nhà cô gái khi Parker đang ở trong bếp làm sôcôla nóng. Cả hai đều gặp tiếng sét ái tình; hầu hết các sử gia tin rằng Parker gia nhập băng của Barrow vì cô đã yêu anh ta. Cô luôn là người đồng hành trung thành của anh ta khi họ thực hiện hàng loạt tội ác và chờ đợi cái chết thảm khốc mà họ coi là không thể tránh khỏi.

## Những phi vụ cướp sử dụng vũ trang và giết người

### 1932: Những vụ cướp và giết người đầu tiên
Sau khi Barrow ra tù vào tháng 2 năm 1932, anh ta và Ralph Fults bắt đầu một loạt vụ cướp, chủ yếu là các cửa hàng và trạm xăng;  mục tiêu của họ là thu thập đủ tiền và hỏa lực để mở một cuộc đột kích vào nhà tù Eastham.  Vào ngày 19 tháng 4, Parker và Fults bị bắt trong một vụ trộm cửa hàng kim khí bất thành ở Kaufman , trong đó họ định ăn trộm súng.  Parker được ra tù sau vài tháng, khi đại bồi thẩm đoàn không truy tố được cô; Fults đã bị xét xử, bị kết án và phải ngồi tù. Anh ấy không bao giờ gia nhập lại băng đảng. Parker làm thơ để giết thời gian trong nhà tù Quận Kaufman , và đoàn tụ với Barrow trong vòng vài tuần sau khi cô ấy được thả.
Vào ngày 30 tháng 4, Barrow là tài xế chạy trốn trong một vụ cướp ở Hillsboro , trong đó chủ cửa hàng JN Bucher bị bắn chết.  Vợ của Bucher đã xác định Barrow từ các bức ảnh của cảnh sát là một trong những kẻ xả súng, mặc dù anh ta đã ở trong xe.
Vào ngày 5 tháng 8, Barrow, Raymond Hamilton và Ross Dyer đang uống rượu moonshine tại một buổi khiêu vũ đồng quê ở Stringtown, Oklahoma thì Cảnh sát trưởng CG Maxwell và Phó Eugene C. Moore tiếp cận họ ở bãi đậu xe. Barrow và Hamilton nổ súng, giết chết Moore và làm Maxwell bị thương nặng.  Moore là viên chức luật đầu tiên bị Barrow và đồng bọn giết chết; cuối cùng họ đã sát hại chín người. Vào ngày 11 tháng 10, họ bị cáo buộc đã giết Howard Hall tại cửa hàng của anh ta trong một vụ cướp ở Sherman, Texas , mặc dù một số nhà sử học cho rằng điều này khó xảy ra. 
W. D. Jones là bạn của gia đình Barrow từ khi còn nhỏ. Anh ấy tham gia cùng Parker và Barrow vào đêm Giáng sinh năm 1932 ở tuổi 16, và cả ba rời Dallas vào đêm đó.  Ngày hôm sau, Lễ Giáng sinh năm đó, Jones và Barrow sát hại Doyle Johnson, một người đàn ông trẻ tuổi có gia đình, trong khi ăn cắp chiếc xe hơi của anh ta ở Temple.  Barrow giết Phó Malcolm Davis của Quận Tarrant vào ngày 6 tháng 1 năm 1933, khi anh ta, Parker và Jones lang thang vào một cái bẫy cảnh sát đặt cho một tên tội phạm khác.  Băng nhóm này đã sát hại năm người kể từ tháng Tư.

### 1933: Buck và Blanche Barrow gia nhập băng đảng
Vào ngày 22 tháng 3 năm 1933, Buck, anh trai của Clyde được ân xá hoàn toàn và ra tù, anh và vợ Blanche dọn dẹp nhà cửa cùng Bonnie, Clyde và Jones tại một nơi ẩn náu tạm thời tại 3347 1/2 Oakridge Drive ở Joplin, Missouri . Theo nguồn tin gia đình,  Buck và Blanche đã đến thăm; họ đã cố gắng thuyết phục Clyde đầu hàng cơ quan thực thi pháp luật. Nhóm chơi bài ầm ĩ, say rượu đến khuya trong khu phố yên tĩnh; Blanche kể lại rằng họ "mua một thùng bia mỗi ngày".  Những người đàn ông đến và đi ồn ào suốt cả giờ, và Clyde đã vô tình bắn một BAR vào căn hộ khi đang dọn dẹp nó. Không có hàng xóm nào đến nhà, nhưng một người đã báo cáo những nghi ngờ cho Sở cảnh sát Joplin .
Cảnh sát đã tập hợp một lực lượng gồm năm người trên hai chiếc ô tô vào ngày 13 tháng 4 để đối đầu với những gì họ nghi ngờ là những kẻ buôn lậu sống tại địa chỉ Oakridge Drive. Anh em nhà Barrow và Jones đã nổ súng, giết chết ngay Thám tử Harry L. McGinnis và khiến Constable JW Harryman bị thương nặng.  Parker nổ súng bằng BAR khi những người khác bỏ chạy, buộc Trung sĩ tuần tra đường cao tốc GB Kahler phải cúi xuống sau một cây sồi lớn. Những viên đạn cỡ nòng .30 từ BAR găm vào thân cây và găm vào mặt viên trung sĩ những mảnh gỗ vụn.  Parker lên xe cùng những người khác, và họ kéo Blanche vào từ con phố nơi cô đang đuổi theo chú chó Snow Ball của mình. Các sĩ quan sống sót sau đó đã làm chứng rằng họ chỉ bắn mười bốn phát đạn trong cuộc xung đột;  một phát trúng hông Jones, một phát trúng Clyde nhưng bị khuy áo vest của anh ta làm chệch hướng, và một phát sượt qua Buck sau khi bật ra khỏi tường. WD Jones đã thực hiện hai vụ giết người trong hai tuần đầu tiên với Barrow ở tuổi 16. Khẩu súng ngắn cắt giảm là một trong những khẩu súng "whippit" của anh ta. Bonnie với một khẩu súng săn với lấy một khẩu súng lục trong cạp quần của Clyde.
Cả nhóm trốn thoát khỏi cảnh sát tại Joplin, nhưng bỏ lại hầu hết tài sản của họ tại căn hộ, bao gồm giấy tạm tha của Buck (ba tuần tuổi), một kho vũ khí lớn, một bài thơ viết tay của Bonnie và một chiếc máy ảnh với nhiều cuộn phim chưa tráng. .  Cảnh sát đã phát triển bộ phim tại The Joplin Globe và tìm thấy nhiều bức ảnh Barrow, Parker và Jones tạo dáng và chĩa vũ khí vào nhau.  The Globe gửi bài thơ và các bức ảnh qua newswire , trong đó có bức ảnh Parker nghiến chặt điếu xì gà trong răng và khẩu súng lục trên tay.  Băng đảng Barrow sau đó đã trở thành tin tức trang nhất trên khắp nước Mỹ.

Bức ảnh Parker tạo dáng với điếu xì gà và khẩu súng đã trở nên phổ biến. Jeff Guinn, trong cuốn sách Go Down Together: The True, Untold Story of Bonnie and Clyde , đã lưu ý:
John Dillinger có ngoại hình đẹp như thần tượng buổi sáng và Pretty Boy Floyd có biệt danh tốt nhất có thể, nhưng những bức ảnh của Joplin đã giới thiệu những siêu sao tội phạm mới với nhãn hiệu kích thích nhất trong tất cả các tình dục bất hợp pháp. Clyde Barrow và Bonnie Parker còn rất trẻ và hoang dã, và chắc chắn là đã ngủ với nhau. 
Nhóm trải dài từ Texas đến tận phía bắc Minnesota trong ba tháng tới. Vào tháng 5, họ cố gắng cướp ngân hàng ở Lucerne, Indiana, và cướp ngân hàng ở Okabena, Minnesota. Họ bắt cóc Dillard Darby và Sophia Stone tại Ruston, Louisiana, nhằm đánh cắp chiếc xe của Darby; đây là một trong một số sự kiện từ năm 1932 đến năm 1934, trong đó họ bắt cóc các sĩ quan cảnh sát hoặc nạn nhân bị cướp. Họ thường thả con tin ở xa nhà, đôi khi có tiền để giúp họ trở về. 
Những câu chuyện về những cuộc gặp gỡ như vậy đã trở thành tiêu đề, cũng như những tình tiết bạo lực hơn. Băng đảng Barrow không ngần ngại bắn chết bất kỳ ai cản đường chúng, dù đó là cảnh sát hay thường dân vô tội. Các thành viên khác của băng nhóm đã phạm tội giết người bao gồm Hamilton, Jones, Buck và Henry Methvin. Cuối cùng, sự tàn nhẫn trong những vụ giết người của chúng đã mở ra cho công chúng sự thật về tội ác của chúng, và dẫn đến kết cục của chúng. 
Những bức ảnh đã giúp công chúng giải trí trong một thời gian, nhưng cả nhóm đã tuyệt vọng và bất mãn, như Blanche đã mô tả trong lời kể của cô ấy khi bị cầm tù vào cuối những năm 1930.  Với tai tiếng mới, cuộc sống hàng ngày của họ trở nên khó khăn hơn khi họ cố gắng trốn tránh bị phát hiện. Các nhà hàng và nhà nghỉ trở nên kém an toàn hơn; họ dùng đến lửa trại nấu ăn và tắm trong suối lạnh.  Việc 5 người ngồi cùng xe suốt ngày đêm không hề thuyên giảm đã dẫn đến những cuộc cãi vã gay gắt. Jones là tài xế khi anh ta và Barrow lấy trộm một chiếc ô tô của Darby vào cuối tháng 4, và anh ta dùng chiếc xe đó để bỏ lại những người khác. Anh ấy ở lại cho đến ngày 8 tháng 6. 
Barrow không nhìn thấy các biển cảnh báo tại một cây cầu đang được xây dựng vào ngày 10 tháng 6, khi đang lái xe cùng Jones và Parker gần Wellington, Texas, và chiếc xe bị lật vào một khe núi.  Các nguồn tin không thống nhất về việc liệu có phải do cháy xăng hay không  hay liệu Parker có bị tạt axit từ ắc quy ô tô dưới sàn nhà hay không,  nhưng cô ấy bị bỏng cấp độ ba ở bên phải chân, nghiêm trọng đến mức các cơ bị co rút và khiến chân bị "vểnh lên".  Jones quan sát: "Cô ấy bị bỏng nặng đến nỗi không ai trong chúng tôi nghĩ rằng cô ấy sẽ sống được. Da ở chân phải của cô ấy đã biến mất, từ hông cho đến mắt cá chân. Tôi có thể nhìn thấy xương ở nhiều chỗ." 
Parker hầu như không thể đi lại; cô ấy nhảy lên chiếc chân còn lành lặn của mình hoặc được Barrow cõng. Họ nhận được sự giúp đỡ từ một gia đình nông dân gần đó, sau đó bắt cóc Cảnh sát trưởng Quận Collinsworth George Corry và Cảnh sát trưởng Thành phố Paul Hardy, để hai người họ bị còng tay và đóng dây thép gai vào một cái cây bên ngoài Erick, Oklahoma . Cả ba gặp Buck và Blanche, rồi trốn trong một tòa án du lịch gần Fort Smith, Arkansas , chăm sóc vết bỏng cho Parker. Buck và Jones đã thực hiện một vụ cướp và sát hại Thống chế thị trấn Henry D. Humphrey ở Alma, Arkansas .  Những tên tội phạm phải chạy trốn, bất chấp tình trạng nghiêm trọng của Parker. 

### Thành phố Platte và Công viên Dexfield
Tòa án Du lịch Red Crown gồm hai đơn vị, nơi hành vi dễ thấy của băng đảng đã thu hút cảnh sát; Buck đã bị giết trong cuộc đấu súng sau đó. 39,31194°B 94,68639°T
Vào tháng 7 năm 1933, băng nhóm đăng ký tại Tòa án Du lịch Red Crown  ở phía nam Thành phố Platte, Missouri . Nó bao gồm hai cabin bằng gạch nối liền với nhà để xe, và băng đảng đã thuê cả hai.  Ở phía nam có Red Crown Tavern, một nhà hàng nổi tiếng của Lực lượng tuần tra đường cao tốc Missouri , và băng đảng dường như cố gắng thu hút sự chú ý.  Blanche đăng ký bữa tiệc với ba khách mời, nhưng chủ sở hữu Neal Houser có thể nhìn thấy năm người bước ra khỏi xe. Anh ta lưu ý rằng người lái xe đã lùi vào ga ra theo "phong cách xã hội đen" để nhanh chóng tẩu thoát.  Blanche trả tiền cho cabin của họ bằng tiền xu thay vì hóa đơn, và sau đó cũng làm như vậy khi mua năm bữa tối và năm cốc bia. Ngày hôm sau, Houser nhận thấy rằng những vị khách của mình đã dán báo lên cửa sổ cabin của họ; Blanche lại trả tiền cho năm bữa ăn bằng tiền xu. Bộ quần áo cưỡi ngựa jodhpur  của cô ấycũng thu hút sự chú ý; chúng không phải là trang phục điển hình của phụ nữ trong vùng, và những người chứng kiến vẫn nhớ chúng bốn mươi năm sau.  Houser nói với Đại úy William Baxter của Đội tuần tra đường cao tốc, một khách hàng quen của nhà hàng của anh ta, về nhóm. 
Barrow và Jones đã đi vào thị trấn  để mua băng, bánh quy giòn, pho mát và atropine sulfat để điều trị chân cho Parker.  Dược sĩ đã liên lạc với Cảnh sát trưởng Holt Coffey , người đã đặt các cabin dưới sự giám sát. Coffey đã được cơ quan thực thi pháp luật Oklahoma, Texas và Arkansas cảnh báo để theo dõi những người lạ đang tìm kiếm những nguồn cung cấp như vậy. Cảnh sát trưởng đã liên lạc với Đại úy Baxter, người đã gọi quân tiếp viện từ Thành phố Kansas , bao gồm cả một chiếc xe bọc thép .  Cảnh sát trưởng Coffey dẫn đầu một nhóm sĩ quan tiến về cabin lúc 11 giờ tối, được trang bị súng tiểu liên Thompson . 
Trong cuộc đấu súng diễn ra sau đó, khẩu Thompsons cỡ nòng .45 tỏ ra không thể sánh được với khẩu BAR cỡ nòng .30 của Barrow, bị đánh cắp vào ngày 7 tháng 7 từ kho vũ khí của Lực lượng Vệ binh Quốc gia tại Enid, Oklahoma .  Cả nhóm trốn thoát khi một viên đạn làm chập còi xe bọc thép  và các sĩ quan cảnh sát đã nhầm đó là tín hiệu ngừng bắn. Họ không đuổi theo chiếc xe Barrow đang rút lui. 
Blanche bị bắt tại Dexfield Park, Iowa, vẫn đang ở trong jodhpurs của cô ấy . 41,564388°B 94,228942°T
Lời thú tội của Jones đã kích hoạt lệnh giết người chống lại băng đảng
Băng nhóm đã trốn tránh pháp luật một lần nữa, nhưng Buck đã bị thương bởi một viên đạn làm thủng một lỗ lớn trên xương trán và để lộ bộ não bị thương của anh ta, còn Blanche gần như bị mù cả hai mắt bởi mảnh thủy tinh. 
Băng đảng Barrow cắm trại tại Công viên Dexfield, một công viên giải trí bỏ hoang gần Dexter, Iowa , vào ngày 24 tháng 7.  Buck đôi khi bất tỉnh, thậm chí anh ấy còn nói chuyện và ăn uống, nhưng vết thương lớn ở đầu và mất nhiều máu đã khiến anh ấy mất rất nhiều máu. nghiêm trọng đến mức Barrow và Jones đã đào mộ cho anh ta.  Cư dân địa phương nhận thấy những vết băng đẫm máu của họ, và các sĩ quan xác định rằng những người cắm trại là Băng đảng Barrow. Các sĩ quan cảnh sát địa phương và khoảng 100 khán giả đã bao vây nhóm, và Barrows nhanh chóng bị bắn cháy.  Barrow, Parker và Jones đi bộ trốn thoát.  Buck bị bắn vào lưng, anh và vợ bị các sĩ quan bắt giữ. Buck chết vì vết thương ở đầu vàviêm phổi sau ca phẫu thuật năm ngày sau đó tại Bệnh viện Kings Daughters ở Perry, Iowa . 
Trong sáu tuần tiếp theo, những thủ phạm còn lại di chuyển xa khỏi khu vực hoạt động thông thường của chúng, phía tây đến Colorado , phía bắc đến Minnesota, phía đông nam đến Mississippi ; nhưng họ vẫn tiếp tục thực hiện các vụ cướp có vũ trang.  Họ bổ sung kho vũ khí của mình khi Barrow và Jones cướp một kho vũ khí tại Plattville, Illinois vào ngày 20 tháng 8, lấy được ba khẩu BAR, súng ngắn và một lượng lớn đạn dược. 
Đến đầu tháng 9, cả nhóm mạo hiểm chạy đến Dallas để gặp gia đình lần đầu tiên sau 4 tháng. Jones chia tay họ, tiếp tục đến Houston , nơi mẹ anh đã chuyển đến.  Anh ta bị bắt ở đó mà không có sự cố nào vào ngày 16 tháng 11, và trở về Dallas. Trong suốt mùa thu, Barrow đã thực hiện một số vụ cướp với những đồng phạm nhỏ ở địa phương, trong khi gia đình anh ta và Parker đáp ứng nhu cầu y tế đáng kể của cô ấy. Vào ngày 22 tháng 11, họ suýt bị bắt khi cố gắng gặp các thành viên gia đình gần Sowers, Texas. Cảnh sát trưởng Dallas Smoot Schmid, Phó Bob Alcorn và Phó Ted Hinton đang chờ đợi gần đó. Khi Barrow lái xe đến, anh ta cảm thấy có một cái bẫy và lái xe ngang qua xe của gia đình mình, lúc đó Schmid và các cấp phó của anh ta đứng dậy và nổ súng bằng súng máy và BAR. Các thành viên trong gia đình trong cuộc đọ súng không bị trúng đạn, nhưng một viên đạn BAR xuyên qua xe, găm vào chân của cả Barrow và Parker.  Họ trốn thoát sau đêm đó.
Vào ngày 28 tháng 11, đại bồi thẩm đoàn Dallas đã đưa ra bản cáo trạng giết người đối với Parker và Barrow vì tội giết người - vào tháng Giêng năm đó, gần mười tháng trước đó - Phó Malcolm Davis của Quận Tarrant;  đó là lệnh truy nã tội giết người đầu tiên của Parker.

### 1934: Lần chạy cuối cùng
Vào ngày 16 tháng 1 năm 1934, Barrow dàn dựng cuộc chạy trốn của Hamilton, Methvin và một số người khác trong "Cuộc đột kích Eastham".  Cuộc đột kích trắng trợn đã tạo ra dư luận tiêu cực cho Texas, và Barrow dường như đã đạt được điều mà nhà sử học Phillips gợi ý là mục tiêu quan trọng nhất của ông: trả thù Sở Cải huấn Texas . 
Thành viên Joe Palmer của Barrow Gang đã bắn Thiếu tá Joe Crowson khi anh ta trốn thoát, và Crowson chết vài ngày sau đó trong bệnh viện.  Cuộc tấn công này đã thu hút toàn bộ sức mạnh của chính phủ liên bang và Texas để truy lùng Barrow và Parker. Khi Crowson đấu tranh giành sự sống, giám đốc nhà tù Lee Simmons được cho là đã hứa với anh ta rằng tất cả những người liên quan đến vụ vượt ngục sẽ bị truy lùng và giết chết.  Tất cả bọn họ cuối cùng đều như vậy, ngoại trừ Methvin, người đã bảo toàn mạng sống của mình bằng cách lật tẩy băng đảng và dàn dựng cuộc phục kích của Barrow và Parker. 
Cục Cải huấn Texas đã liên lạc với cựu Đội trưởng Kiểm lâm Texas Frank Hamer và thuyết phục anh ta truy lùng Băng đảng Barrow. Anh ấy đã nghỉ hưu, nhưng nhiệm vụ của anh ấy vẫn chưa hết hạn.  Anh nhận nhiệm vụ với tư cách là sĩ quan Tuần tra Xa lộ Texas , thứ hai được bổ nhiệm vào hệ thống nhà tù với tư cách là điều tra viên đặc biệt, và được giao nhiệm vụ cụ thể là triệt hạ Băng đảng Barrow.
Cựu kiểm lâm Texas Frank Hamer , cái bóng tàn nhẫn của Băng đảng Barrow sau vụ vượt ngục khét tiếng ở Eastham
Hamer cao, vạm vỡ và ít nói, không bị ấn tượng bởi quyền lực và bị thúc đẩy bởi "sự tuân thủ không linh hoạt đối với lẽ phải hoặc những gì anh ta cho là đúng."  Trong hai mươi năm, anh ta đã được khắp Texas kính sợ và ngưỡng mộ với tư cách là "hiện thân biết đi của đặc tính ' One Riot, One Ranger '".  Anh ta "đã có được một danh tiếng ghê gớm nhờ một số vụ bắt giữ ngoạn mục và bắn chết một số tội phạm Texas".  Anh ta chính thức được ghi nhận với 53 lần hạ gục, và chịu 17 vết thương.  Trùm nhà tù Simmons luôn công khai nói rằng Hamer là lựa chọn đầu tiên của ông ta, mặc dù có bằng chứng cho thấy ông ta lần đầu tiên tiếp cận hai Rangers khác, Bắt đầu từ ngày 10 tháng 2, Hamer trở thành cái bóng thường xuyên của Barrow và Parker, sống bên ngoài ô tô của anh ta, chỉ cách họ một hoặc hai thị trấn. Ba trong số bốn anh em trai của Hamer cũng là Texas Rangers; anh trai Harrison là người bắn giỏi nhất trong bốn người, nhưng Frank được coi là người ngoan cường nhất. 
Vào Chủ nhật Phục sinh , ngày 1 tháng 4 năm 1934, tại giao lộ của Đường 114 và Đường Dove, gần Grapevine, Texas (nay là Southlake ), những người tuần tra đường cao tốc HD Murphy và Edward Bryant Wheeler đã dừng xe máy của họ vì nghĩ rằng một người lái xe cần hỗ trợ. Barrow và Methvin hoặc Parker đã nổ súng bằng súng ngắn và súng ngắn, giết chết cả hai sĩ quan.  Một lời kể của nhân chứng nói rằng Parker đã bắn những phát súng chí mạng và câu chuyện này đã được đưa tin rộng rãi.  Methvin sau đó tuyên bố rằng anh ta đã nổ phát súng đầu tiên sau khi nhầm tưởng rằng Barrow muốn giết các sĩ quan. Barrow tham gia, bắn vào Patrolman Murphy. 
Dư luận quay lưng lại với cặp đôi sau vụ giết người Grapevine và dẫn đến dư luận tiêu cực
Trong mùa xuân, các vụ giết người ở Grapevine được kể lại một cách phóng đại chi tiết, ảnh hưởng đến nhận thức của công chúng; tất cả bốn tờ báo hàng ngày của Dallas đều bị thu giữ về câu chuyện được kể lại bởi nhân chứng, một nông dân tuyên bố đã nhìn thấy Parker cười khi đầu Murphy "nảy như một quả bóng cao su" trên mặt đất khi cô bắn anh ta.  Các câu chuyện cho rằng cảnh sát đã tìm thấy một mẩu xì gà "có dấu răng nhỏ", được cho là của Parker.  Vài ngày sau, vị hôn thê của Murphy mặc chiếc váy cưới dự định của cô đến đám tang của anh, thu hút các bức ảnh và báo chí đưa tin. Câu chuyện luôn thay đổi của nhân chứng đã sớm bị mất uy tín, nhưng dư luận tiêu cực ồ ạt đã làm tăng sự phản đối của công chúng về việc tiêu diệt Băng đảng Barrow. Sự phản đối kịch liệt đã khiến các nhà chức trách phải hành động và ông chủ của Đội tuần tra đường cao tốc LG Phares đã đưa ra phần thưởng trị giá 1.000 đô la cho "xác chết của những kẻ giết người Grapevine" —không bắt được họ, chỉ là các thi thể.  Thống đốc Texas Ma Ferguson đã thêm một phần thưởng trị giá 500 đô la cho mỗi kẻ giết người trong số hai kẻ giết người, điều đó có nghĩa là lần đầu tiên "có một mức giá cụ thể cho cái đầu của Bonnie, vì cô ấy được cho là đã bắn HD Murphy" . 
Sự thù địch của công chúng gia tăng vào năm ngày sau đó, khi Barrow và Methvin sát hại Constable William "Cal" Campbell, 60 tuổi, một người cha góa vợ, gần Commerce, Oklahoma .  Họ bắt cóc cảnh sát trưởng Thương mại Percy Boyd, băng qua ranh giới tiểu bang để đến Kansas , và thả anh ta đi, đưa cho anh ta một chiếc áo sơ mi sạch, một vài đô la, và yêu cầu Parker nói với cả thế giới rằng cô không hút xì gà. Boyd đã xác định được cả Barrow và Parker với chính quyền, nhưng anh ta chưa bao giờ biết tên của Methvin. Kết quả lệnh bắt giữ đối với vụ giết người Campbell chỉ định "Clyde Barrow, Bonnie Parker và John Doe".  Sử gia Knight viết: "Lần đầu tiên, Bonnie được coi là kẻ giết người, thực sự bóp cò—giống như Clyde. Tờ Dallas Journal đăng một bức tranh biếm họa trên trang xã luận của mình, cho thấy một chiếc ghế điện trống không với tấm biển ghi "Dành riêng", thêm dòng chữ "Clyde và Bonnie".

## Bị phục kích và tử vong
Đến tháng 5 năm 1934, Barrow có 16 lệnh truy nã chống lại anh ta vì nhiều tội cướp, trộm ô tô, trộm cắp, trốn thoát, hành hung và giết người ở bốn bang. Hamer, người đã bắt đầu theo dõi băng đảng vào ngày 12 tháng 2, dẫn đầu đội. Anh ta đã nghiên cứu các chuyển động của băng đảng và phát hiện ra rằng chúng lượn thành một vòng tròn dọc theo rìa của năm bang miền trung tây, khai thác quy tắc "đường ranh giới bang" ngăn cản các sĩ quan truy đuổi kẻ chạy trốn sang khu vực tài phán khác. Barrow nhất quán trong các chuyển động của mình, vì vậy Hamer đã vạch ra con đường của mình và dự đoán nơi anh ta sẽ đi. Hành trình của nhóm tập trung vào các chuyến thăm gia đình và họ dự định gặp gia đình của Methvin ở Louisiana. Hamer không hề hay biết, Barrow đã chỉ định nơi ở của cha mẹ Methvin làm điểm hẹn trong trường hợp họ bị chia cắt. Methvin đã bị tách khỏi phần còn lại của băng đảng ở Shreveport . Biệt đội của Hamer bao gồm sáu người: sĩ quan Texas Hamer, Hinton, Alcorn, và BM "Maney" Gault, và các sĩ quan Louisiana Henderson Jordan và Prentiss Morel Oakley. 
Vào ngày 21 tháng 5, bốn thành viên đội sở hữu từ Texas đang ở Shreveport khi họ biết rằng Barrow và Parker đang có kế hoạch đến thăm Ivy Methvin ở Giáo xứ Bienville vào tối hôm đó. Toàn bộ đội đã bố trí một cuộc phục kích dọc theo Quốc lộ 154 của Bang Louisiana ở phía nam Gibsland về phía Sailes. Hinton kể lại rằng các luật sư đã có mặt lúc 9 giờ tối và đợi cả ngày hôm sau (22 tháng 5) mà không có dấu hiệu của thủ phạm.  Các tài khoản khác nói rằng các sĩ quan đã thiết lập vào tối ngày 22 tháng 5. 
Đến khoảng 9 giờ 15 phút sáng ngày 23 tháng 5, đội vẫn nấp trong bụi rậm và gần như chuẩn bị bỏ cuộc khi nghe thấy một chiếc xe chạy với tốc độ cao đang lao tới. Trong báo cáo chính thức của mình, họ nói rằng họ đã thuyết phục Methvin để chiếc xe tải của anh ta ở ven đường vào sáng hôm đó. Họ hy vọng Barrow sẽ dừng lại để nói chuyện với anh ta, đưa phương tiện của anh ta đến gần vị trí của đội sở hữu trong bụi rậm. Chiếc xe được chứng minh là Ford V8 với Barrow cầm lái và anh ấy đã giảm tốc độ như mong đợi. Sáu luật sư đã nổ súng trong khi phương tiện vẫn đang di chuyển. Oakley nổ súng trước, có thể là trước bất kỳ mệnh lệnh nào.  Barrow bị bắn vào đầu và chết ngay lập tức từ phát súng đầu tiên của Oakley và Hinton cho biết đã nghe thấy tiếng hét của Parker. Các sĩ quan đã bắn khoảng 130 phát đạn, trút vũ khí của từng người vào xe.  Cả hai đã sống sót sau nhiều vết đạn trong nhiều năm khi đối đầu với luật pháp. Vào ngày này, bất kỳ vết thương nào của Bonnie và Clyde đều có thể là nguyên nhân dẫn đến cái chết. 

Theo tuyên bố của Hinton và Alcorn:
Mỗi người trong số sáu sĩ quan chúng tôi đều có một khẩu súng ngắn, một khẩu súng trường tự động và súng lục. Chúng tôi nổ súng bằng súng trường tự động. Họ đã trống rỗng trước khi chiếc xe thậm chí còn với chúng tôi. Sau đó, chúng tôi sử dụng súng ngắn. Có khói bốc ra từ chiếc xe, và có vẻ như nó đang bốc cháy. Sau khi bắn những khẩu súng ngắn, chúng tôi xả súng vào chiếc ô tô đã vượt qua chúng tôi và chạy vào một con mương dài khoảng 50 thước trên đường. Nó gần như bị lật tẩy. Chúng tôi tiếp tục bắn vào chiếc xe ngay cả khi nó đã dừng lại. Chúng tôi đã không mạo hiểm. 
Đoạn phim thực tế do một trong các cấp phó thực hiện ngay sau cuộc phục kích cho thấy 112 lỗ đạn trên xe, trong đó khoảng một phần tư đã trúng vào cặp đôi.  Báo cáo chính thức của nhân viên điều tra giáo xứ JL Wade đã liệt kê mười bảy vết thương ở lối vào trên cơ thể Barrow và 26 vết thương trên cơ thể của Parker,  bao gồm một số phát đạn vào đầu mỗi người, và một cột sống khác bị cắt đứt của Barrow . Undertaker CF "Boots" Bailey gặp khó khăn trong việc ướp xác vì toàn lỗ đạn. 
Thủ phạm có hơn chục khẩu súng và vài nghìn viên đạn trong chiếc Ford, trong đó có 100 băng đạn 20 viên BAR
Các sĩ quan bị điếc đã kiểm tra chiếc xe và phát hiện ra một kho vũ khí, bao gồm súng trường tự động bị đánh cắp, súng ngắn bán tự động đã cưa , súng ngắn các loại và vài nghìn viên đạn, cùng với mười lăm bộ biển số xe từ nhiều bang khác nhau.  Hamer tuyên bố: "Tôi ghét phải giật mũ một phụ nữ, đặc biệt là khi cô ấy đang ngồi xuống, tuy nhiên nếu đó không phải là cô ấy, thì đó sẽ là chúng tôi." Tin tức về cái chết nhanh chóng lan truyền khi Hamer, Jordan, Oakley và Hinton lái xe vào thị trấn để gọi điện cho ông chủ tương ứng của họ. Một đám đông nhanh chóng tập trung tại chỗ. Gault và Alcorn được giao lại để bảo vệ các thi thể, nhưng họ đã mất kiểm soát trước đám đông hiếu kỳ đang chen lấn; một người phụ nữ đã cắt những lọn tóc đẫm máu của Parker và những mảnh từ chiếc váy của cô ấy, sau đó được bán làm quà lưu niệm . Hinton quay lại và thấy một người đàn ông đang cố gắng cắt đứt ngón tay cò súng của Barrow, và phát ốm vì những gì đang xảy ra.  Đến hiện trường, nhân viên điều tra báo cáo:
Gần như tất cả mọi người đã bắt đầu thu thập những món quà lưu niệm như vỏ đạn , mảnh kính từ cửa sổ ô tô bị vỡ và những mảnh quần áo đẫm máu từ quần áo của Bonnie và Clyde. Một người đàn ông háo hức đã mở con dao bỏ túi của mình và đang thò tay vào trong xe để cắt tai trái của Clyde. 
Hinton đã tranh thủ sự giúp đỡ của Hamer trong việc kiểm soát "bầu không khí giống rạp xiếc" và họ đưa mọi người ra khỏi xe. 
Đội sở hữu đã kéo chiếc Ford, với các xác chết vẫn còn bên trong, đến Conger Furniture Store & Funeral Parlor ở trung tâm thành phố Arcadia, Louisiana . Quá trình ướp sơ bộ được Bailey thực hiện trong một căn phòng chuẩn bị nhỏ ở phía sau cửa hàng nội thất, vì thông thường các cửa hàng nội thất và người làm dịch vụ tang lễ sẽ ở chung một không gian.  Dân số của thị trấn tây bắc Louisiana được báo cáo đã tăng từ 2.000 lên 12.000 trong vòng vài giờ. Đám đông tò mò đến bằng tàu hỏa, cưỡi ngựa, xe lôi và máy bay. Bia thường được bán với giá 15 xu một chai nhưng nó đã tăng lên 25 xu và bánh mì nhanh chóng bán hết sạch.  Barrow đã bị bắn vào đầu bởi một khẩu .35 Remington Model 8. Henry Barrow nhận dạng thi thể của con trai mình, sau đó ngồi khóc trên chiếc ghế bập bênh ở khu đồ nội thất. 
HD Darby là người phụ trách tang lễ tại Nhà tang lễ McClure và Sophia Stone là nhân viên trình diễn tại nhà, cả hai đều đến từ Ruston gần đó. Cả hai người họ đến Arcadia để nhận dạng các thi thể  vì băng đảng Barrow đã bắt cóc họ  vào năm 1933. Parker được cho là đã cười khi phát hiện ra rằng Darby là người đảm nhận việc mai táng. Cô ấy nhận xét rằng có thể một ngày nào đó anh ấy sẽ làm việc với cô ấy;  Darby đã hỗ trợ Bailey trong việc ướp xác. 

### Tang lễ và chôn cất
Bonnie và Clyde mong muốn được chôn cất cạnh nhau nhưng gia đình Parker không cho phép. Mẹ cô ấy muốn thực hiện ước nguyện cuối cùng của cô ấy là được đưa về nhà, nhưng đám đông vây quanh nhà Parker đã khiến điều đó không thể thực hiện được.  Hơn 20.000 người đã tham dự tang lễ của Parker, và gia đình cô gặp khó khăn trong việc tiếp cận mộ của cô. Tang lễ của Parker được tổ chức vào ngày 26 tháng 5. Tiến sĩ Allen Campbell nhớ lại rằng hoa đến từ khắp mọi nơi, bao gồm một số hoa có thiệp được cho là của Pretty Boy Floyd và John Dillinger. Lẵng hoa lớn nhất được gửi bởi một nhóm các cậu bé bán báo của thành phố Dallas; sự kết thúc đột ngột của Bonnie và Clyde đã bán được 500.000 tờ báo chỉ riêng ở Dallas. Parker được chôn cất tại Nghĩa trang Fishtrap, mặc dù thi thể của bà đã được chuyển vào năm 1945 đến Nghĩa trang Đồi Crown mới ở Dallas . 
Hàng nghìn người đã tập trung bên ngoài cả hai nhà tang lễ ở Dallas, hy vọng có cơ hội nhìn thấy các thi thể. Lễ tang riêng của Barrow được tổ chức vào lúc hoàng hôn ngày 25 tháng 5.  Ông được chôn cất tại Nghĩa trang Western Heights ở Dallas, bên cạnh anh trai Marvin. Anh em nhà Barrow chia sẻ một điểm đánh dấu bằng đá granit duy nhất có tên của họ trên đó và một văn bia do Clyde chọn: "Đã ra đi nhưng không bị lãng quên." 
Công ty Bảo hiểm Quốc gia Hoa Kỳ ở Galveston, Texas , đã thanh toán đầy đủ các hợp đồng bảo hiểm nhân thọ cho Barrow và Parker. Kể từ đó, chính sách thanh toán đã thay đổi để loại trừ các khoản thanh toán trong trường hợp tử vong do bất kỳ hành vi phạm tội nào của người được bảo hiểm. 
Sáu người đàn ông của đội sở hữu mỗi người sẽ nhận được một phần sáu số tiền thưởng, và Cảnh sát trưởng Dallas Schmid đã hứa với Hinton rằng số tiền này sẽ lên tới khoảng 26.000 đô la,  nhưng hầu hết các tổ chức đã cam kết quỹ thưởng đã từ chối cam kết của họ. cam kết. Cuối cùng, mỗi luật sư kiếm được 200,23 đô la cho những nỗ lực của mình và những kỷ vật đã thu thập được. 
Đến mùa hè năm 1934, các đạo luật liên bang mới coi cướp ngân hàng và bắt cóc là tội liên bang. Sự phối hợp ngày càng tăng của FBI với chính quyền địa phương , cộng với radio hai chiều trong xe cảnh sát, kết hợp lại khiến việc thực hiện hàng loạt vụ cướp và giết người trở nên khó khăn hơn so với chỉ vài tháng trước. Hai tháng sau Gibsland, Dillinger bị giết trên đường phố Chicago ; ba tháng sau đó, Floyd bị giết ở Ohio ; và một tháng sau đó, Baby Face Nelson bị giết ở Illinois. 
Cháu gái của Parker và người họ hàng cuối cùng còn sống đang vận động để chôn dì của cô ấy bên cạnh Barrow.

## Trong văn hóa đại chúng

### Phim
Nhiều bộ phim Hollywood đã lấy cảm hứng từ câu chuyện Bonnie và Clyde, nổi tiếng nhất trong số đó có:
- Phim The Bonnie Parker Story (1958) của đạo diễn William Witney với nữ diễn viên Dorothy Provine đóng vai chính.[27]
- Phim  Bonnie and Clyde (1967) của đạo diễn Arthur Penn  với Warren Beatty và Faye Dunaway đóng vai chính.[27]
- Phim của Netflix The Highwaymen (2019) do John Lee Hancock đạo diễn, kể về hành trình săn lùng cặp đôi thành công của đội Biệt động Texas. Trong phim, Kevin Costner đóng vai Frank Hamer, Woody Harrelson đóng Maney Gault, Edward Bossert đóng Clyde Barrow và Emily Brobst đóng Bonnie Parker.[28][29]

### Âm nhạc
- Nhiều bài nhạc pop nóii về Bonnie và Clyde, bao gồm tác phẩm "Bonnie and Clyde" do Serge Gainsbourg và Brigitte Bardot thể hiện năm 1967, truyền tải một câu chuyện được lãng mạn hóa cao độ về cặp đôi, đĩa đơn "The Ballad of Bonnie and Clyde" của Georgie Fame năm 1967, bài "A Day in the Life of Bonnie and Clyde" của Mel Torme năm 1968, bài "The Legend of Bonnie and Clyde" của Merle Haggard năm 1968, bài "Bonnie & Clyde" của Die Toten Hosen năm 1996. Bộ đôi nhạc bluegrass Flatt & Scruggs đã phát hành một album vào năm 1968 để nói về mối tình và cuộc phiêu lưu của cặp đôi Bonnie và Clyde mang tên "The Story of Bonnie & Clyde". Năm 2019, ca sĩ Volbeat đã phát hành một bài hát về cặp đôi trên mang tên "The Awakening of Bonnie Parker", lấy từ album Rewind, Replay, Rebound.Năm 2025, Le Sserafim cho ra mắt bài "Hot" có đề cập tới Bonnie và Clyde trong lyrics của bài.
- Một số bài hát đã sử dụng câu chuyện tình của hai người để ẩn dụ cho một tình yêu nồng cháy,mãnh liệt và đầy nguy hiểm như:

1.Bài hát "Getaway Car" của nữ ca sĩ Taylor Swift trong album Reputation, cô đã nhắc đến chuyện tình của họ để ẩn dụ cho sự mãnh liệt của tình yêu
...We were jet-set, Bonnie and Clyde (oh-oh)

Until I switched to the other side, to the other side...
Tạm dịch:
...Chuyện tình ta đã từng như mãnh liệt như máy bay phản lực,như cặp đôi Bonnie và Clyde vậy

Cho đến khi em chuyển hướng đi,chuyển hướng đi...
2.Bài hát "Bad Decision" của nữ ca sĩ Ariana Grande trong album Dangerous Woman,cô đã nhắc đến họ để ẩn dụ cho sự nồng cháy,rực rỡ của tình                   yêu
...Give me that all night

We got that Bonnie and Clyde love...
...Hãy cho em hết đêm nay đi

Chúng ta đã từng có thứ tình yêu như của Bonnie và Clyde đấy...

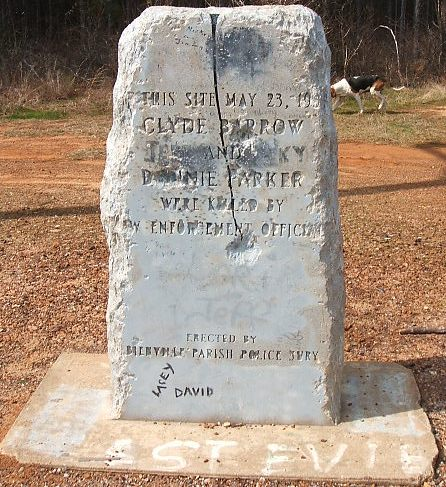
Souvenir hunters have ravaged several memorial stones at the rural ambush site.

### Truyền hình
- Năm 1992, diễn viên Tracey Needham và Dana Ashbrook đã tái hiện cặp đôi Bonnie và Clyde trong bộ phim truyền hình Bonnie & Clyde: The True Story [30]
- Bruce Beresford directed the television miniseries Bonnie & Clyde, which aired on Lifetime, History Channel, and A&E on December 8 and 9, 2013. Emile Hirsch played Clyde and Holliday Grainger played Bonnie.[31]
- In March 2009, Bonnie and Clyde were the subject of a program in the BBC series Timewatch, based in part on gang members' private papers and previously unavailable police documents.[32]
- In the ngày 5 tháng 12 năm 2016 episode of Timeless (season 1, episode 9, "Last Ride of Bonnie & Clyde"), Sam Strike portrays Clyde Barrow and Jacqueline Byers portrays Bonnie Parker.[33]
- In the ngày 28 tháng 4 năm 2020 episode of Legends of Tomorrow (season 5, Episode 9, "The Great British Fake Off"), Ben Sullivan portrays Clyde Barrow and Abby Ross as Bonnie Parker.
- Premires ngày 1 tháng 10 năm 2022 of Files Presents on GMA Network

### Sân khấu
- Vào tháng 11 năm 2009, vở nhạc kịch Bonnie & Clyde đã được trình diễn tại La Jolla Playhouse ở San Diego. Nó cũng được công diễn trong 5 tuần ở Nhà hát Asolo Repertory ở Sarasota, Florida năm 2010. Vào mùa thu năm 2011, vở nhạc kịch ra mắt sân khấu Broadway[34] và có 69 suất diễn.[35] Các nghệ sĩ Broadway Laura Osnes và Jeremy Jordan đã diễn vai Bonnie Parker và Clyde Barrow.
- Một bản chuyển thể vở nhạc kịch Bonnie & Clyde phiên bản Hàn Quốc đã ra mắt công chúng Seoul tại Chungmu Arts Hall từ tháng 9 đến tháng 10 năm 2013.[36]
- Vở nhạc kịch này được công diễn tại Nhà hát The Other Palace thuộc hệ thống Off West-End của London trong 5 ngày ngắn ngủi vào năm 2017

### Sách
Các sách khảo cứu phi hư cấu đươc liệt kê trong phần Thư mục.
- Tiểu thuyết Side By Side: A Novel of Bonnie and Clyde (Mãi bên nhau: Một tiểu thuyết về Bonnie và Clyde) của Jenni L. Walsh là tiểu thuyết hư cấu về tội ác của Bonnie và Clyde, được kể qua góc nhìn của Bonnie Parker, do nhà xuất bản Forge Books (Macmillan Publishers) ấn hành năm 2018.[37]

### Podcast
- Bonnie and Clyde's life and crimes were covered in a three-part series on the popular true crime podcast, The Last Podcast on the Left. (Episode 369 "Part 1 – Once you go short", Episode 370 "Part 2 – Give me the Money Now", Episode 371 "Filthy, Smelly, and Surly".) The podcast was hosted by Marcus Parks, Ben Kissel, and Henry Zebrowski.

### Từ lóng
- The idiomatic phrase "modern-day Bonnie and Clyde" generally refers to a man and a woman who operate together as present-day criminals.[cần dẫn nguồn]
- The colloquial expression "Bonnie and Clyde" is often used to describe a couple that is extremely loyal and willing to do anything for each other, even in the face of danger.  In this instance, it is synonymous with the slang phrases "ride-or-die"[38][39] and "ride-or-die chick"; for example, the song "03 Bonnie and Clyde" by Jay Z and Beyoncé Knowles.
- "Hiệu ứng Bonnie và Clyde"[40][41] là một thuật ngữ trong văn hóa đại chúng is the pop culture phrase for hybristophilia—the phenomena of becoming attracted to, sexually aroused by, or achieving orgasm based on knowledge of, or watching, an outrage or crime take place. For instance, high profile criminals (e.g. serial killers) such as Ted Bundy, Charles Manson, and Richard Ramirez reportedly received volumes of sexual fan mail and love letters.[42][43]